# توماس توريه
توماس توريه (بالفرنسية: Thomas Touré)‏ (27 ديسمبر 1993 في فرنسا - ) هو لاعب كرة قدم فرنسي في مركز جناح ‏. شارك مع منتخب فرنسا تحت 18 سنة لكرة القدم ومنتخب ساحل العاج لكرة القدم. أما مع النوادي، فقد لعب مع جيروندان بوردو.

## وصلات خارجية
- توماس توريه على موقع قاعدة بيانات كرة القدم.إي يو (الإنجليزية)
- توماس توريه على موقع ناشيونال فوتبول تيمز (الإنجليزية)
- توماس توريه على موقع Soccerway.com (الإنجليزية)
- توماس توريه على موقع عالم كرة القدم.نت (الإنجليزية)
- توماس توريه على موقع AS.com (الإسبانية)